# 作戦情報隊
作戦情報隊（さくせんじょうほうたい、英称：Air Intelligence Wing）とは、東京都の横田基地に所在する、航空総隊直轄の部隊の一つである。航空作戦情報の収集、分析及び配布・保管に関する業務を担任しており、航空自衛隊の情報部隊としては最大の規模を持つ。2012年3月21日付けをもって航空総隊司令部・防空指揮群とともに府中基地から移転した。

## 部隊編成
- 作戦情報処理群
  - 第1情報処理隊 (春日基地)
  - 第2情報処理隊 (横田基地)
- 電波情報収集群
  - 第1収集隊 (稚内分屯地)
  - 第2収集隊 (根室分屯基地)
  - 第3収集隊 (奥尻島分屯基地)
  - 第4収集隊 (春日基地[1][2]、背振山分屯基地[3]、福江島分屯基地、宮古島分屯基地[4])
- 情報資料群
  - 第1資料隊
  - 第2資料隊

## 主要幹部
| 官職名             | 階級    | 氏名     | 補職発令日     | 前職                                                       |
| ------------------ | ------- | -------- | -------------- | ---------------------------------------------------------- |
| 作戦情報隊司令     | 1等空佐 | 佐藤潔   | 2024年01月08日 | 情報本部統合情報部長                                       |
| 副司令             | 1等空佐 | 小森圭   | 2022年09月23日 | 北部航空警戒管制団副司令                                   |
| 作戦情報処理群司令 | 1等空佐 | 山口景太 | 2024年12月20日 | 第9航空団基地業務群司令                                    |
| 電波情報収集群司令 | 1等空佐 | 糸賀正彦 | 2024年12月20日 | 航空自衛隊補給本部計画部整備課長 兼 航空自衛隊補給本部勤務 |

| 代 | 氏名     | 在任期間              | 出身校・期 | 前職                           | 後職                       |
| -- | -------- | --------------------- | ---------- | ------------------------------ | -------------------------- |
| 01 | 福山一行 | 2001.3.27 - 2002.7.31 | 防大14期   | 特別航空輸送隊司令             | 退職（空将補昇任）         |
| 02 | 横山恭三 | 2002.8.1 - 2003.11.30 | 防大14期   | 防空指揮群司令 兼 府中基地司令 | 退職（空将補昇任）         |
| 03 | 源外志明 | 2003.12.1 - 2005.8.1  | 防大16期   | 北部航空方面隊司令部幕僚長     | 退職（空将補昇任）         |
| 04 | 松田和彦 | 2005.8.1 - 2007.3.31  | 防大19期   | 情報本部情報官                 | 情報保全隊司令             |
| 05 | 加藤眞澄 | 2007.4.1 - 2008.4.1   | 防大19期   | 第3高射群司令                  | 退職（空将補昇任）         |
| 06 | 西野哲   | 2008.4.1 - 2009.12.6  | 防大22期   | 航空気象群司令                 | 航空安全管理隊司令         |
| 07 | 三嶋哲   | 2009.12.7 - 2011.4.1  | 防大23期   | 自衛隊情報保全隊情報保全官     | 退職（空将補昇任）         |
| 08 | 佐藤秀幸 | 2011.4.15 - 2012.8.1  | 防大24期   | 中部航空警戒管制団副司令       | 退職（空将補昇任）         |
| 09 | 関谷智幸 | 2012.8.1 - 2015.3.30  | 防大27期   | 航空総隊司令部                 | 退職                       |
| 10 | 阿部克巳 | 2015.3.31 - 2017.7.31 | 防大30期   | 情報本部情報官                 | 航空自衛隊幹部学校教育部長 |
| 11 | 園田孝由 | 2017.8.1 - 2018.7.14  | 防大32期   | 情報本部統合情報部長           | 退職（空将補昇任）         |
| 12 | 井上剛   | 2018.7.15 - 2020.4.9  | 防大33期   | 中部航空警戒管制団副司令       | 情報本部画像・地理部長     |
| 13 | 松永耕二 | 2020.4.10 - 2023.2.23 | 防大34期   | 情報本部統合情報部長           | 情報本部情報官             |
| 14 | 黒田賢俊 | 2023.2.24 - 2024.1.7  | 防大36期   | 航空気象群司令 兼 府中基地司令 | 情報本部情報官             |
| 15 | 佐藤潔   | 2024.1.8 -            |            | 情報本部統合情報部長           |                            |